# David Permut
David Permut (Nova Iorque, 23 de março de 1954) é um produtor estadunidense. Foi indicado ao Oscar 2017 pela realização do filme Hacksaw Ridge, ao lado de Bill Mechanic.

## Prêmios e indicações
- Pendente: Oscar de melhor filme, por Hacksaw Ridge.[4]